# Elizabeth Spencer, Duquesa de Marlborough
Elizabeth Spencer (nascida Trevor; Wiltshire, c. 1715 – Oxfordshire, 7 de outubro de 1761) foi uma nobre inglesa. Ela foi duquesa de Marlborough como esposa de Charles Spencer, 3.º Duque de Marlborough.

## Família
Elizabeth foi a única filha e herdeira de Thomas Trevor, 2.° Barão Trevor de Bromham e de Elizabeth Burrell. 
Os seus avós paternos eram Thomas Trevor, 1.° Barão Trevor de Bromham e Elizabeth Searle. Os seus avós maternos eram Timothy Burrell e Elizabeth Chilcott.

## Biografia
Como filha de um barão, detinha o título de cortesia de "Honorável". Após se tornar uma duquesa, passou a deter o honorífico de "Sua Graça".
Quando tinha 16 ou 17 anos, Elizabeth se casou com o então conde de Sunderland, Charles Spencer, de 25 anos, no dia 23 de maio de 1732. Ele era filho de Charles Spencer, 3.º Conde de Sunderland e de Anne Churchill.
A avó materna do conde, Sarah Churchill, Duquesa de Marlborough, que foi uma favorita da rainha Ana da Grã-Bretanha, desaprovou a união pois o avô paterno de Elizabeth, o 1.º barão Trevor, tinha sido um oponente político. Ela considerava esta uma aliança imprópria, e escreveu numa carta para uma amiga, a Sra. Strangeways Horner, falando sobre isso:
"Eu acho que é uma união muito imprópria para um homem que poderia ter tido qualquer pessoa, sem estar nem um pouco apaixonado pela pessoa, se casar com uma mulher cujo pai é um homem muito ridículo, uma família de mendigos, e de pessoas todas muito esquisitas".
Sobre a a criação e aparência da noiva, a duquesa viúva de Marlborough ainda comentou:
"[Ela] foi criada de uma forma muito humilde e não sabe como se comportar em qualquer ocasião... e tem um visual malvado e comum... ela tem o dente muito feio, o que eu creio ser, por si só, um motivo de objeção numa esposa, e eles, com certeza, piorarão com o tempo".
Com a sucessão do marido 24 de outubro em 1733, ela tornou-se a nova duquesa de Marlborough. O casal teve cinco filhos.
Em 16 de outubro de 1758, a duquesa foi madrinha de batismo de George Spencer, 2.º Conde Spencer, irmão da famosa Georgiana Cavendish, Duquesa de Devonshire.
O casal passou a residir no Pequeno Parque (Little Park), em Windsor, com a permissão relutante de Sarah, porém, a duquesa viúva entrou num acordo com o neto que ele não fizesse nenhuma alteração cara. O duque era extravagante e costumava não ter dinheiro devido a isso. Em junho de 1735 ela foi visitá-lo, e encontrou o Parque, segundo suas próprias palavras:
"extremamente bonito e uma casa conveniente para se viver como nunca vi. E eu acredito que seja bem mobiliado, como qualquer lugar desse tipo precisa ser, e sem nenhuma despesa. Pois eu não vejo nada de novo".
Porém, quando ela foi visitar novamente o chalé mais tarde naquele mesmo ano, ela ficou consternada ao confirmar o que os jornais diziam sobre as inovações do duque em Windsor.
Segundo Margaret Bentinck, Duquesa de Portland, numa carta que escreveu para uma amigo no início de dezembro:
"O Duque de Marlboough tem o chalé no Pequeno Parque, e fez grandes aperfeiçoamentos lá, e grandes plantações – um canal, um rio sinuoso, e um monte que custou bastante dinheiro. A antiga Duquesa foi lá há pouco tempo atrás, e trouxe muitos homens de Londres para destruir tudo o que havia sido feito, derrubou árvores e cortou tudo do que se aproximava".
Assim, em 1737, expulsou o duque a duquesa da casa, e no lugar do casal, colocou o irmão mais novo de Charles, John, e sua nova esposa.
Elizabeth ficou viúva em 20 de outubro de 1758. Ela faleceu alguns anos mais tarde, com cerca de 46 anos, em 7 de outubro de 1761, em Oxfordshire.

## Descendência
- Diana Spencer (24 de março de 1734 – 1 de agosto de 1808), foi casada primeiro com Frederick St John, 2.° Visconde Bolingbroke, com quem teve quatro filhos. Após seu divórcio, se casou com o comediante Topham Beauclerk, com quem teve mais quatro filhos.
- Elizabeth Spencer (29 de dezembro de 1737 – 30 de abril de 1831), foi esposa de Henry Herbert, 10.º Conde de Pembroke e 7.º Conde de Montgomery, com quem teve dois filhos.
- George Spencer, 4.º Duque de Marlborough (26 de janeiro de 1739 – 29 de janeiro de 1817), sucessor do pai. Foi marido de Caroline Russell, com quem teve sete filhos.
- Charles Spencer (31 de maio de 1740 – 16 de junho de 1820), Conselheiro Privado Sênior de 1817 a 1820. Foi casado com Mary Beauclerk, com quem teve três filhos.
- Robert Spencer (8 de maio de 1747 – 28 de junho de 1831), Conselheiro Privador Sênior de 1826 a 1831. Foi casado com Harriet Bouverie, após ela ter sido sua amante, com quem teve apenas uma filha, Diana Bouverie, que tinha sido reconhecida como filha do marido anterior de Harriet. Diana se casou com George Ponsonby, que foi Lorde Júnior do Tesouro de 1832 a 1834.